# Immaculate Machine
Immaculate Machine fue una banda canadiense de indie pop original de Victoria, British Columbia, activa entre los años 2003 y 2011.
El nombre de la banda fue tomado de la letra de la canción"One-Trick Pony" del álbum One-Trick Pony de Paul Simon.

## Historia
Immaculate Machine se formó como trío en 2003 y sus componentes originales fueron Brooke Gallupe, Kathryn Calder and Luke Kozlowski. La banda publicó de forma independiente el EP The View y el álbum Transporter antes de firmar por el sello Mint Records a comienzos de 2005.
Debutaron en Mint Records con el álbum, Ones and Zeros, publicado el 6 de septiembre de 2005, cuya promoción incluyó una gira por Canadá y Estados Unidos. Ese año, Calder entró a formar parte de The New Pornographers, grabando el álbum Twin Cinema y saliendo de gira con la banda. Calder es sobrina de líder de New Pornographers A.C. Newman.
A principios de junio de 2007, la canción "Jarhand", primer sencillo del tercer álbum de la banda Immaculate Machine's Fables, fue lanzado en iTunes.
En 2009, Kozlowski dejó el grupo. Fue reemplazado por Aden Collinge. 
Al mismo tiempo, Calder tuvo que abandonar la gira de presentación del cuarto álbum, High on Jackson Hill debido a problemas familiares.

## Miembros
- Brooke Gallupe (2003–2011)
- Kathryn Calder (2003–2011)
- Luke Kozlowski (2003–2009)
- Aden Collinge (2009–2011)
- Caitlin Gallupe (2009–2011)
- Jordan Minkoff (2009–2011)
- Leslie Rewega (2009–2011)

## Discografía

### Sencillos
- Won't Be Pretty (7" sencillo) (2008)

### EP
- The View (2003)
- Les Uns Mais Pas Les Autres (2006)

### Álbumes
- Transporter (2004)
- Ones and Zeros (2005)
- Immaculate Machine's Fables (2007)
- High on Jackson Hill (2009)